# Lorna deBlicquy
Lorna deBlicquy, née le 30 novembre 1931 près de Goderich en Ontario, morte le 21 mars 2009 à Beaverton en Ontario, est une aviatrice canadienne, pionnière de l'aviation. 
Elle a volé pendant plus de 50 ans. Pionnière dans le parachutisme et dans l'aviation, elle est la première femme inspectrice des essais en vol de l'aviation civile au Canada. 
Elle contribue de manière significative à la diminution de la ségrégation à l'encontre des femmes pilotes, et à l'amélioration de leurs conditions de travail. En 2014, elle reçoit à titre posthume l'hommage de figurer au Temple de la renommée de l'aviation du Canada.

## Biographie

### Jeunesse et formation
Lorna Vivian Morcombe naît le 30 novembre 1931 à Blyth près de Goderich, en Ontario. Elle est la fille de Vivian Morcombe, directeur de banque, et de Nora Eileen Bray. Elle est la plus jeune des quatre enfants de la famille,. 
À l'âge de 14 ans, elle déménage avec sa famille à Ottawa, où elle apprend à piloter un Piper J-3 Cub à l'école de pilotage d'Atlas Aviation. Elle obtient sa licence de pilote privé à l'âge de 16 ans. En parallèle, elle s'est inscrite au Ottawa Parachute Club. Non seulement elle en est la plus jeune membre mais, à 16 ans, elle est la première femme à faire un saut en parachute.

### Carrière
Dans les années 1940, Lorna deBlicquy occupe plusieurs emplois pour payer ses leçons de pilotage, elle travaille notamment dans un cinéma, et aussi pour l'Aviation royale canadienne. En 1952, pendant qu'elle étudie à l'Université Carleton d'Ottawa, elle se qualifie pour une Licence de pilote commercial et travaille alors chez Spartan Air Services comme préposée à la navigation. L'année suivante, elle obtient un baccalauréat et épouse Tony Nichols, un géologue. Lorsque son mari trouve un emploi dans le nord du Manitoba, ils déménagent tous les deux dans la région, près de Thomson.
Lorna Nichols est l'une des premières pilotes professionnelles au Manitoba lorsqu'elle pilote un biplan Waco pour la compagnie Taylor Airways de Wabowden . Elle transporte des passagers tels que des chercheurs de diamants, des pêcheurs et des inspecteurs vers leurs destinations éloignées tout en transportant des fournitures vers les réserves du Nord. En 1956, le couple déménage à Sudbury, dans le nord de l'Ontario, où Lorna Nichols enseigne l'anglais à l'école secondaire. Comme instructrice de vol de classe III, elle travaille à temps partiel pour les étudiants de Sudbury Aviation, enseignant le pilotage,.
Après son divorce d'avec Tony Nichols en 1962, elle déménage à Ottawa où elle devient instructrice de vol pour Bradley Air Services tout en progressant de statut d'instructrice de vol en passant à la classe II au Kingston Flying Club. C'est là qu'elle a rencontré Dick deBlicquy, un pilote expérimenté qui volait parfois dans l'Arctique et parfois pilotait des hélicoptères en Nouvelle-Zélande. Ils se marient en 1963 et passent les deux hivers suivants en Nouvelle-Zélande, où Lorna deBlicquy enseigne comme instructrice de vol dans les clubs de Wellington et de Marlborough. Elle a également appris le vol à voile,.
À leur retour à Ottawa, elle accouche en 1966 d'une petite fille, Elaine. En 1967, ils déménagent à Resolute Bay où Lorna deBlicquy travaille pour Atlas Aviation, pilotant un de Havilland Beaver. En 1970, Lorna a obtenu une licence d'hélicoptère commercial aux commandes d'un Bell 47. Elle se qualifie à cette époque comme instructrice de vol de classe I. Elle remporte également remporté un prix Amelia Earhart décerné par les Ninety-Nines, une organisation internationale de femmes pilotes.
Elle postule en 1975 un emploi chez Air Transit pour piloter des Twin Otters entre Ottawa et Montreal, mais elle n'est même pas conviée à un entretien d'embauche, alors qu'elle totalise plus de 6 000 heures et a piloté des Twin Otters dans l'Arctique. Malgré son niveau et ses compétences, ce sont des pilotes masculins qui ont été embauchés. Elle accuse alors la société Air Transit de discrimination dans un éditorial pour le magazine Canadian Flight et elle commente l'affaire dans la presse et dans des émissions-débats à la radio, mais aucune mesure n'a été prise,. 
L'année suivante, elle postule pour un emploi au ministère des Transports mais là non plus elle n'est pas embauchée. Elle devient très virulente sur le peu de possibilités pour les femmes de voler, en faisant remarquer : « Comment est-il juste qu'il y ait des programmes comme les cadets de l'air qui paieront les jeunes hommes pour voler mais que les filles comme moi devons payer nous-même notre propre apprentissage ? ». 
À la suite de ses plaintes, la politique du ministère des transports (Transports Canada) est modifiée. Elle est alors embauchée en 1977 et devient la première femme inspectrice de l'aviation civile au Canada.
Lorna deBlicquy prend sa retraite en 1999. Elle s'installe alors près de Carp en Ontario. Elle avait volé pendant plus de 50 ans, totalisant 10 478 heures de vol, dont environ la moitié à titre d'instructrice de vol.

### Décès
Le 21 mars 2009, Lorna deBlicquy, atteinte de la maladie d'Alzheimer, meurt paisiblement pendant sa sieste, à son domicile de Beaverton (en), en Ontario,.

## Prix et distinctions
En 1994, Lorna deBlicquy reçoit l'Ordre de l'Ontario. L'année suivante, en 1995, elle reçoit l'Ordre du Canada en 1995. 
Dans les « temples de la renommée », Lorna deBlicquy est intronisée au Temple de la renommée internationale des femmes dans l'aviation en 1996. Elle est nommée à titre posthume au Temple de la renommée de l'aviation du Canada en 2014. 
Elle reçoit aussi le trophée Trans-Canada (McKee) et le Prix du Gouverneur général en commémoration de l'« Affaire personnes », pour les femmes qui se sont battues pour l'égalité.

## Sources
- (en) Cet article est partiellement ou en totalité issu de l’article de Wikipédia en anglais intitulé « Lorna deBlicquy » (voir la liste des auteurs).